# Йоханнесен, Ари
А́ри Йоха́ннесен (фар. Ari Johannesen; род. 7 июня 1996 года в Тофтире, Фарерские острова) — фарерский футболист.

## Карьера
Ари — воспитанник клуба «Б68». Он был переведён в первую команду тофтирцев в сезоне-2013. Свой первый матч за «Б68» Ари провёл 30 марта 2013 года, это была встреча в рамках первого дивизиона против клуба «Скала». Всего в своём дебютном сезоне он провёл 19 игр, внеся серьёзный вклад в возвращение клуба в премьер-лигу. Тем не менее, сезон-2014 Ари провёл в молодёжной команде, лишь изредка вызываясь на игры первой. 21 апреля 2014 года он дебютировал в фарерской премьер-лиге в матче против «АБ». Всего Ари принял участие в 6 играх фарерского первенства 2014 года. «Б68» покинул элитный дивизион по итогам сезона, но игрок остался в команде и помог ей вернуться в класс сильнейших. В сезоне-2016 Ари был одним из ключевых футболистов тофтирцев и принял участие в 24 встречах премьер-лиги, но «Б68» снова опустился в первый дивизион. В 2017 году тофтирцы не смогли вернуться в высшую фарерскую лигу, и Ари принял решение покинуть родную команду.
В 2018 году он пополнил вторую команду «Скалы» и провёл в её составе 7 игр первой половины сезона. Во второй половине сезона Ари выступал за команду Университета Джона Брауна в студенческой лиге США. Он дебютировал за неё 24 августа в матче против «МАНЮ», а 1 сентября в матче против «Лиона» игрок отметился своей первой голевой передачей. Всего за университетскую команду Ари провёл 13 матчей. В сезоне-2019 он провёл столько же встреч за дубль «Скалы». В 2020 году Ари вернулся в «Б68» и помог своему родному клубу подняться в премьер-лигу, приняв участие в 22 играх первого дивизиона.

## Статистика выступлений
| Выступление      | Выступление      | Выступление      | Лига | Лига | Кубки | Кубки | Еврокубки | Еврокубки | Прочие | Прочие | Итого | Итого |
| Клуб             | Лига             | Сезон            | Игры | Голы | Игры  | Голы  | Игры      | Голы      | Игры   | Голы   | Игры  | Голы  |
| ---------------- | ---------------- | ---------------- | ---- | ---- | ----- | ----- | --------- | --------- | ------ | ------ | ----- | ----- |
| Б68              | Первый дивизион  | 2013             | 19   | 0    | 1     | 0     | 0         | 0         | 0      | 0      | 20    | 0     |
| Б68              | Премьер-лига     | 2014             | 6    | 0    | 2     | 1     | 0         | 0         | 0      | 0      | 8     | 1     |
| Б68              | Первый дивизион  | 2015             | 20   | 1    | 1     | 0     | 0         | 0         | 0      | 0      | 21    | 1     |
| Б68              | Премьер-лига     | 2016             | 24   | 0    | 1     | 0     | 0         | 0         | 0      | 0      | 25    | 0     |
| Б68              | Первый дивизион  | 2017             | 15   | 0    | 1     | 0     | 0         | 0         | 0      | 0      | 16    | 0     |
| Б68              | Итого            | Итого            | 84   | 1    | 6     | 1     | 0         | 0         | 0      | 0      | 90    | 2     |
| Скала II         | Первый дивизион  | 2018             | 7    | 0    | 0     | 0     | 0         | 0         | 0      | 0      | 7     | 0     |
| Скала II         | Первый дивизион  | 2019             | 13   | 0    | 0     | 0     | 0         | 0         | 0      | 0      | 13    | 0     |
| Скала II         | Итого            | Итого            | 20   | 0    | 0     | 0     | 0         | 0         | 0      | 0      | 20    | 0     |
| Б68              | Первый дивизион  | 2020             | 22   | 1    | 1     | 0     | 0         | 0         | 0      | 0      | 23    | 1     |
| Б68              | Премьер-лига     | 2021             | 9    | 0    | 0     | 0     | 0         | 0         | 0      | 0      | 9     | 0     |
| Б68              | Итого            | Итого            | 31   | 1    | 1     | 0     | 0         | 0         | 0      | 0      | 32    | 1     |
| Всего за карьеру | Всего за карьеру | Всего за карьеру | 135  | 2    | 7     | 1     | 0         | 0         | 0      | 0      | 142   | 3     |

## Достижения
«Б68»
- Победитель первого дивизиона Фарерских островов (1): 2013

## Личная жизнь
Родился в Тофтире в семье Суймина и Анн-Бритт Йоханнесенов. По профессии — кинезиолог. Младший брат Очи тоже является футболистом. Ари и Очи вместе выступают за «Б68».